# فولت أمبير

القدرة الظاهرية هي محصلة متجه مجموع القدرة الفعالة والقدرة غير الفعالة.

فولت أمبير (VA) هي الوحدة المستخدمة لقياس القدرة الظاهرية في الدائرة الكهربية، وتكافئ مضروب جهد جذر متوسط مربع (RMS) وتيار جذر متوسط مربع (RMS).
في دوائر التيار المستمر، المضروب يكافئ القدرة الحقيقية (القدرة الفعالة) بالوات.
الفولت أمبير مفيد فقط في دوائر التيار المتردد (جهود وتيارات جيبية بنفس التردد).
بعض الأجهزة مثل مزود الطاقة اللامنقطعة (UPSs) تشمل أقصى فولت أمبير وأقصى وات. إذْ يُحدَّد معدل الفولت أمبير بأقصى تيار مسموح به، ويُحدَّد معدل الوات بسعة قدرة الجهاز.
حين تمدّ أجهزة مزود الطاقة اللامنقطعة معامل قدرة منخفض للحمل غير الفعال، فإنه لا يوجد حد أمن لتعديه.على سبيل المثال، نظام مزود طاقة لا منقطعة كبير يوصل 400000 فولت أمبير على جهد 220 فولت يمكن أن يوصل تيار يساوى 1818 امبير.
الفولت أمبير ليس وحدة دولية. لأنه حين تكون الكمية غير فعالة أو ظاهرية فإنّ الوحدة تعبر عن القدرة، النظام الدولى نظام مترابط إذْ لا يستخدم وحدات مختلفة للكمية نفسها في سياقات مختلفة.